# Retrato de san Luis Gonzaga (El Greco)
El llamado Retrato de san Luis Gonzaga es una obra del Greco, datado de ca. 1582, actualmente en una colección privada.

## Tema de la obra
Luis Gonzaga estuvo en España entre 1581 y 1584, como paje de Diego de Austria, hijo de Felipe II de España. A causa de su vida ejemplar, fue beatificado por Paulo V el 19 de octubre de 1605, y canonizado el 13 de diciembre de 1726 por Benedicto XIII. Por lo tanto, es plausible que el Greco realizara un retrato del futuro santo, a una edad aproximada de catorce años, aunque no hay la certeza de que este lienzo lo represente.

## Análisis de la obra
- Colección privada, Santa Bárbara (California) .
- Pintura al óleo sobre lienzo;
- Dimensiones: 74 x 57 cm;
- Datación: 1582 circa;
- No está firmado. En el reverso del marco, hay un escudo en un sello rojo de lacre representando una corona de espinas colgada de una Cruz.[4] Este escudo no pertenece a ninguna orden religiosa, por lo tanto, seguramente representa a alguna cofradía.[5]
- Consta con el n º. 195 en el catálogo razonado de Harold Wethey, especializado en este artista.[3]

La expresión del adolescente tiene una intensidad sobrecogedora, propia de un joven místico. La cabeza es muy similar a las del paje y de los ángeles de El martirio de San Mauricio, lo cual reafirma la atribución al Greco. El joven viste una indumentaria de estudiante, y el gesto de su mano derecha es la de un profesor exponiendo una teoría. El libro sobre el que apoya su mano izquierda probablemente sea la Suma teológica de Tomás de Aquino.
Por su tonalidad apagada, modelada en claroscuro de forma parecida a una grisalla, recuerda al Retrato de un médico. Por otra parte, evoca algún retrato de la época romana del Greco, debido a la forma de representar el rostro del personaje quien, a pesar de su aparente falta de expresión, parece lleno de voluntad, decisión y de fuego interno. El color negro del traje es de una gran densidad, con pequeñas superposiciones grises que resaltan las líneas de luz.

### Estado de conservación y restauraciones
El estado general del lienzo es bastante bueno, aunque se transparenta la imprimación rojiza a través del traje negro y del fondo verdoso. La mano derecha levantada ha sido torpemente repintada. En fotografías antiguas (1902, Moreno), aparecía una aureola alrededor de la cabeza del santo, que no podía ser obra del Greco, quien nunca pintó este tipo de nimbo, y porqué en la fecha en que se compuso esta obra, Luis Gonzaga todavía no había sido canonizado. Este elemento espurio fue eliminado en una restauración posterior. Probablemente, el Greco pintó la mano izquierda del joven sobre el libro, tal y como aparece actualmente. Parece que alrededor de 1902, estando en la colección de Pablo Bosch, esta mano quedaba bajo una página del libro, y debió ser restaurada hacia 1908, cuando estaba en poder de Trotti & Cie. 

## Procedencia
- Pablo Bosch, Madrid (1902);
- Trotti & Cie, París (1908);
- Marcell Nemes, Budapest;
- Stephan von Auspitz, Viena (1926);
- Bachstitz Gallery, La Haya (1937);
- Leo van der Bergh, Santa Bárbara, California (entre 1938 y 1955),[8]